# Ewald Wüsten
Ewald Wüsten (1898–1960) war ein deutscher Journalist und Zeitschriftenchefredakteur in der NS-Zeit.

## Leben
Der Vater Ewald Wüsten war Prediger einer freikirchlichen Gemeinde in Heidelberg, ein Bruder Johannes wurde Bildhauer.
1897 zog die Familie nach Görlitz, wo Ewald Wüsten wahrscheinlich das Gymnasium besuchte. 1915 lebte er noch  in Görlitz.
Danach studierte er und promovierte zum Dr. phil.
Im März 1933 wurde Ewald Wüsten stellvertretender Hauptschriftleiter der erfolgreichen Berliner Illustrirten Zeitung, nachdem der bisherige Chefredakteur Kurt Korff und weitere jüdische Mitarbeiter den Ullstein Verlag verlassen mussten.
1937 leitete er die Herausgabe der   Sonderausgabe der BIZ zur 700-Jahr-Feier Berlins.
1940 wurde er Leiter der neuen Erika. Die frohe Zeitung für Front und Heimat.
1944 war Ewald Wüsten Hauptschriftleiter der Berliner Illustrierten Zeitung. Er wurde in dieser Zeit auch als Leiter der Münchner Illustrierten Zeitung, der Hamburger Illustrierten und der Stuttgarter Illustrierten angegeben, die einen fast identischen Inhalt hatten.
Ewald Wüsten leitete die BIZ als eine der letzten vier Presseorgane im Deutschen Reich bis zur letzten Ausgabe vom 29. April 1945, die noch gedruckt, aber nicht mehr verkauft wurde.
Etwa von 1949 bis 1953  war er Redakteur der Neuen Illustrierten  in Köln, wie auch andere ehemalige BIZ-Mitarbeiter.